# مؤسسه ناسیونال استاتیستیکا

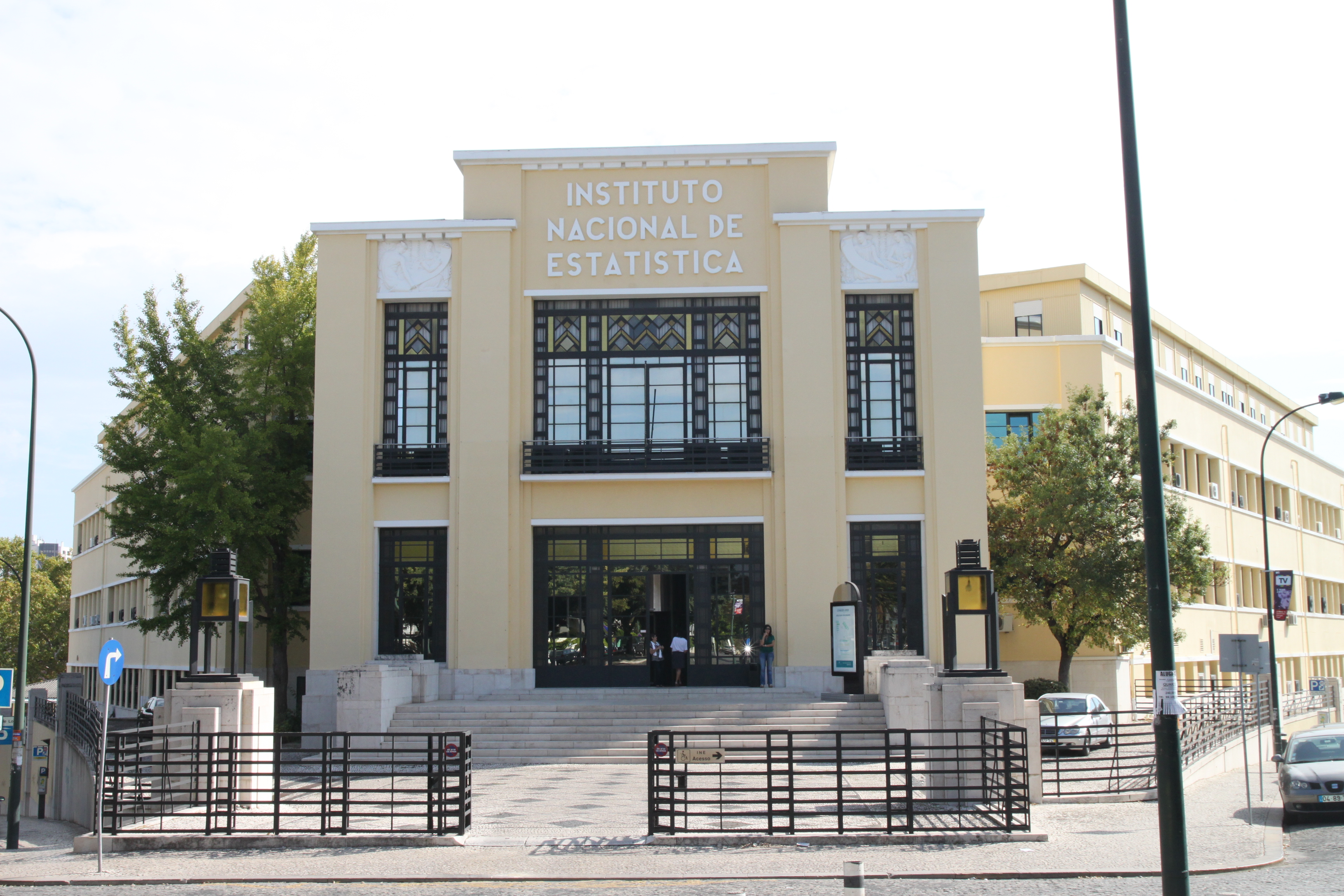
دفتر مرکزی موسسه ناسیونال استاتیسک (INE) در لیسبون

موسسه ناسیونال استاتیسک مرکز آماری موسسه ملی پرتغال در زمینه جمعیت و سرشماری است. مقر این موسسه در لیسبون واقع شده‌است. ارائه‌ی آمار این موسسه در پرتغال به زبان انگلیسی می‌باشد.اولین سرشماری در پرتغال در سال ۱۸۶۴ انجام شد.فرایند سرشماری هر ۱۰ سال یکبار انجام می‌گیرد.آخرین سرشماری در ماه مارس سال ۲۰۱۱ میلادی انجام شده‌است.